# Montemaggiore al Metauro
Montemaggiore al Metauro è un municipio del comune di Colli al Metauro, in provincia di Pesaro e Urbino.
Fino al 31 dicembre 2016 ha costituito un comune autonomo, per poi confluire nel neonato comune di Colli al Metauro assieme agli ex comuni di Saltara e Serrungarina.

## Storia
Primi riferimenti e possibili origini
In una bolla di papa Adriano I del 777, si accenna ad un Convento di San Martino di Fano, che detiene "la quarta parte della terra di Montemaggiore". Questa è la prima notizia storica che riguarda il territorio di Montemaggiore. Alcuni autori (si vedano "Castellano, 1837" "Amadio, 1957") sostengono la derivazione del nome da "Monte Maor" o "Mauro" o "Maurum" ritenendo l'origine del nome un riferimento al generale cartaginese Asdrubale Barca, sconfitto nella Battaglia del Metauro del 207 a.C. Anche se il territorio che da Montemaggiore prosegue nella piana di S. Liberio è probabilmente il luogo della battaglia del Metauro, tali ipotesi circa le origini del nome sono comunque da prendere con cautela, in quanto sembrerebbero frutto di ricostruzioni atte a mitizzare i territori del Duca Francesco Maria II. La ricostruzione storica dei territori metaurensi è resa ancora meno praticabile dalla distruzione di tutti gli archivi della zona al tempo della venuta di Lorenzo de' Medici.
L'incastellamento
Nelle bolle pontificie di Adriano IV del 5 maggio 1156 e di Alessandro III del 18 aprile 1178, si parla di Montemaggiore, con il termine "Castrum", cioè "castello". Il castello, diroccato nel corso del XIII sec. a causa degli assedi dei Ghibellini di Percivalle D'Oria, vicario di re Manfredi, ripete i caratteri di origine duecentesca, mentre la cattedrale invece è del XV sec.
Sotto il vicariato di Mondavio
La storia di Montemaggiore è indissolubilmente legata al vicariato di Mondavio per i secoli XIV, XV, XVI. Il vicariato era nato a causa della volontà della Chiesa e dei castelli di emanciparsi dalla città di Fano e dalle sue tasse.
I Malatesta
Dopo vari tentativi da parte dei Malatesta di conquistare il vicariato di Mondavio, nel 1376 Galeotto I Malatesta, dopo una serie di saccheggi vi riuscì. Alla morte di Galeotto, Pandolfo III Malatesta fu confermato da Papa Bonifacio IX signore di Mondavio. Sotto i Malatesta vennero risistemati i territori e le rocche. Sotto Galeotto avvennero le risistemazioni dei territori per volontà del Cardinale Albornoz che prevedevano la resa a Fano di Montemaggiore e di tutto il contado, ma non il reintegro del vicariato di Mondavio, che avverrà solo nel 1380. Alla morte di Pandolfo e del fratello Carlo, il vicariato tornò nelle mani della Santa Sede. In questo periodo le vicende dei Malatesta si intrecciano con quelle di Federico da Montefeltro e degli Sforza.
I Della Rovere
Nel 1474 Giovanni Della Rovere, nipote di Papa Sisto IV, venne infeudato Signore di Senigallia e Vicario di Mondavio. La storia dei Della Rovere, si unì con quella dei Montefeltro (Giovanni si sposò con Giovanna, figlia di Federico da Montefeltro). Tra i 24 castelli sottomessi vi compariva anche quello di Montemaggiore, così che per un discreto periodo tale comune fu sotto i duchi di Urbino, fino a quando Urbino passò sotto il controllo dello Stato Pontificio. Quando morì l'erede scelto da Francesco Maria II della Rovere, ovvero Federico Ubaldo, papa Urbano VIII, con la minaccia dell'esercito, convinse Francesco alla cessione dello Ducato allo Stato Pontificio. L'ultimo Duca di Urbino morì a Casteldurante (l'odierna Urbania ) nel 1631.
Sotto lo Stato Pontificio
I Della Rovere avevano lasciato al Papa un ducato fertile e prospero. In questo periodo sorsero almeno sei confraternite religiose, tre delle quali si richiamavano alla Madonna. Le confraternite erano la tipica forma di aggregazione che il Concilio di Trento aveva riconosciuto, con lo scopo di evitare la perdita dei fedeli. Sempre in questo periodo si registrano cospicui investimenti da parte degli abati di Fonte Avellana. Nel 1640 venne eretta la chiesa di Santa Maria del Soccorso (l'odierna ubicazione del Museo Civico "Winston Churchill"). Con l'avvicinarsi del secolo dei Lumi, i manoscritti mettono in luce i contrasti con l'oscurantismo religioso. Alcuni documenti mostrano come la "comunità di Montemaggiore" si sia indignata di fronte ai non pagamenti di "preti, loro parenti e più di un possidente". L'unica istituzione benefica laica era l'Abbondanza, con la funzione di conservare e distribuire il frumento in epoche di siccità. A metà del Settecento Montemaggiore raggiunse i mille abitanti, con un deciso incremento della popolazione rurale. Fu a questa maggiore espansione che seguì la necessità di una nuova catastazione per opera di Pio VI, conclusasi il 20 settembre del 1782. Grazie a questo catasto è possibile vedere come il rapporto tra terre laiche e possedimenti religiosi fosse di 60 a 40, e come i possedimenti ecclesiastici fossero esenti dalle imposte, garantendo posizioni di privilegio a chi ne aveva sostenuto la costituzione.
Di questo periodo sono tipici i documenti nei quali si rivela la volontà della Chiesa di dettare leggi sulla morale e sui costumi degli abitanti di Montemaggiore. Documenti testimoniano, per esempio, l'arresto per Decreto Vescovile di un bestemmiatore e dei provvedimenti per chi è stato sorpreso in colloqui troppo intimi con la fidanzata. In un fascicolo del 1764-95 del prete di Montemaggiore al Metauro Gianbattista Travaglini sono riportati interessanti micro-eventi dell'epoca.
Napoleone e il Regno d'Italia
Il 30 aprile 1808 con Napoleone Re d'Italia Montemaggiore venne a far parte all'appena costituito Regno d'Italia, e i suoi confini vennero ritracciati (ma non in modo definitivo perché nel 1814 il comune venne soppresso). Al 1813 risale il Catasto del Comune di Montemaggiore, consultabile presso la Biblioteca Passionei di Fossombrone, dal quale si possono apprendere i nomi delle famiglie possidenti. Sotto Napoleone anche Montemaggiore si dotò di una Guardia Nazionale e nel 1814 erano presenti 204 reclutati tra i 14 e i 50 anni. Nelle campagne di Montemaggiore, afflitte da povertà ed analfabetismo, l'influenza sanfedista, sfruttata sapientemente dalla Chiesa, generò sommosse popolari che nel 15 maggio del 1814 arrivarono col saccheggiare ed incendiare tutte le carte che si trovavano nel Municipio. Con la sconfitta di Gioacchino Murat si concluse la parentesi napoleonica e dietro l'angolo riapparve il potere della Chiesa.
La crisi dello Stato Pontificio
Con i sacerdoti che amministravano la giustizia e governavano tutte le istituzioni, si ebbe un forte declino dello Stato. Tantissimi erano i miserabili e tante le inefficienze amministrative del potere ecclesiastico. Fu negli anni 30/31 che iniziarono a saltare i vari governi locali sotto i moti carbonari, e il 15 febbraio 1831 a Montemaggiore venne finalmente issato il tricolore italiano. Venne così istituito un "governo provvisorio delle provincie unite" il cui presidente fu trovato nel massone pesarese Terenzio Mamiani. L'avanzare del vento laico liber-democratico non riuscì comunque a scuotere il potere della Chiesa. Nel 1850, infatti, le Marche vennero divise in sei provincie e il legato di Pesaro divenne semplice delegato pontificio; in questo periodo le delibere consiliari esordivano con la formula, stridente con le recenti rivoluzioni laiche ed anticlericali, "Nel Nome di Dio, Amen".
L'epidemia di colera a Montemaggiore
Nel 1855 si affacciò anche a Montemaggiore l'epidemia di peste che da dieci anni mieteva vittime in gran parte dell'Europa. A giugno il morbo colpì in modo marginale il paese di Montemaggiore, ma già al 17 settembre si contavano 239 malati, di cui 70 morti, 154 guariti e 18 ancora in cura. Ad ottobre cessò l'epidemia e a Montemaggiore la nuova parrocchia venne dedicata alla Madonna delle Grazie. Nonostante ciò, il popolo montemaggiorese si stava disaffezionando al potere temporale della Chiesa, aprendo la strada allo Stato unitario.
Il Regno d'Italia

Territorio dell'ex comune di Montemaggiore al Metauro nella provincia di Pesaro e Urbino

Dopo il 1860 il territorio marchigiano fu diviso in quattro province. Montemaggiore venne a far parte, così, della provincia di Pesaro e Urbino. Dopo tre anni, nel 1863, il comune assunse il nome ufficiale di Montemaggiore al Metauro. Con il Regno d'Italia le forze laiche e democratiche iniziarono ad erodere le possidenze del clero: i conventi diventarono scuole o strutture comunali e gran parte dei beni ecclesiastici vennero battuti all'asta pubblica. Al 1861 risale il primo censimento dello Stato unitario, che contava 1199 presenti e 62 assenti, 248 famiglie, 655 celibi compresi i ragazzi, 662 coniugati e 82 vedovi. Nel castello abitavano 136 persone, 94 nel borgo e 969 nella campagna. La donna più anziana aveva 96 anni. Nel 1869 un Regio Decreto stabiliva la soppressione del comune di Montemaggiore e di San Giorgio di Pesaro, accorpandoli a quello di Piagge. L'antipatia per il comune di Piagge e la pretesa di essere superiore ad esso, portò Montemaggiore ad inviare una supplica direttamente a Vittorio Emanuele II, riuscendo così a far revocare il decreto nello stesso anno.
Carisio Ciavarini sindaco di Montemaggiore
Negli anni ottanta venne messa in piedi la nuova giunta che aveva come sindaco una personalità di grande rilievo. Era l'archeologo ed insegnante Carisio Ciavarini, fondatore tra l'altro del Museo archeologico nazionale delle Marche e rinomato storico dell'epoca. Il Ciavarini era politicamente legato a quella sinistra liberale, laica ed irriducibilmente anticlericale che aveva appena preso il potere in Italia. La sua giunta, nonostante il forte impegno e l'ottica visionaria, non riuscì a portare a termine le innovazioni previste. A leggere i verbali, sembra chiaro come gli ambienti legati alla destra e al clero non vedessero di buon occhio la politica laica del nuovo sindaco. Ci furono fratture insanabili e dimissioni inattese tali che il 19 febbraio del 1882 la giunta si sciolse. Alle nuove elezioni si videro riaffiorare i cognomi altisonanti di personaggi precedenti all'Unità d'Italia. Si ritornava così ad una politica monarchica di ispirazione liberale ma di stampo nettamente clericale.
Montemaggiore tra Ottocento e Novecento
Alla fine degli anni ottanta del XIX secolo, Montemaggiore fece esperienza di alcune novità. Nell'ultimo mese dell'anno del 1887, infatti, venne inaugurato il ponte di Calcinelli, che permetteva di collegare la sponda a sinistra del Metauro, dove si stendeva l'antica Via Flaminia, con la sponda destra, dove giaceva il poggio di Montemaggiore. L'Agnati (1999) nel suo volume Per la storia romana della provincia di Pesaro e Urbino, cita il Montecchini (1879), il quale sostiene che un tempo era possibile attraversare il metauro pagando un traghettatore con una moneta chiamata "calcinello". Da questa moneta deriverebbe il nome della frazione del comune di Saltara, chiamata Calcinelli, l'antica Ad Octavo romana.
Agli inizi del Novecento venne costruito un acquedotto che venne a sostituire le vecchie fonti d'epoca napoleonica. Nel 1908 fu progettata una ristrutturazione delle mura del castello, un anno prima venne introdotto il telegrafo, e il comune non risiedeva più nel castello, ma nel borgo sottostante.
Il secolo del male, guerre e fascismo
Anche Montemaggiore ebbe i suoi morti e i suoi fascisti nel cosiddetto secolo del male. Molte vicende dell'epoca rimangono ancora nella memoria degli anziani del paese, come la localizzazione dei rifugi (tra Villanova e Fiordipiano) o dei buchi nel tufo scavati dai soldati, esplosioni di bombe e tante altre vicende che hanno caratterizzato il periodo fascista nelle campagne di tutt'Italia. L'ascesa del fascismo metteva però a tacere queste vicende sanguinose del regime, grazie anche alle grandi opere come il teatro di Montemaggiore (Casa del dopolavoro e dei balilla) e la messa in funzione della ferrovia con stazione a Calcinelli; senza dimenticare, poi, le processioni del parroco Don Minardi, cariche di entusiasmo verso i riti del regime, soprattutto dopo la sottoscrizione dei Patti Lateranensi. Un altro dei gesti simbolici del periodo fascista fu l'inaugurazione, nel 1934, della pineta di Montemaggiore, che riveste ancora gran parte della cinta muraria del castello e che è oggi dedicata al poeta Mario Luzi.
Quando alla fine della prima metà degli anni quaranta l'Italia voltò le spalle al fascismo e ai tedeschi, diventando cobelligerante con gli angloamericani, molti tedeschi occupavano ancora i territori del paese. A Montemaggiore un caccia tedesco cadde sotto il fuoco inglese uccidendo con sé anche il suo pilota. I tedeschi stavano progettando la Gotenstellung, ovvero la Linea Gotica, cioè una linea difensiva con lo scopo di rallentare l'avanzata degli alleati comandati da Harold Alexander. La mattina del 25 agosto, Winston Churchill e il generale Alexander arrivarono a Montemaggiore per osservare la Linea Gotica e progettare l'Operazione Olive. Fu questo un momento memorabile per i cittadini montemaggioresi, che fino a pochi minuti prima erano ancora sotto il fuoco nemico. Montemaggiore venne così liberata dai tedeschi anche se il paese aveva subito ingenti danni.
Dal dopoguerra in poi
Fenomeni sociali successivi alla guerra, furono l'abbandono di massa delle campagne e, dagli anni settanta in poi, il massiccio infoltimento urbano della frazione di Villanova, diventata oggi il centro delle attività lavorative, commerciali e sociali dei cittadini di Montemaggiore.

### Simboli
Lo stemma e il gonfalone del comune di Montemaggiore al Metauro erano stati concessi con decreto del presidente della Repubblica del 22 maggio 1973.
Il gonfalone era un drappo partito di bianco e di verde.

## Società

### Evoluzione demografica
Abitanti censiti

### Etnie e minoranze straniere
Secondo i dati ISTAT al 1º gennaio 2017 la popolazione straniera residente era di 156 persone e rappresentava il 5,4% della popolazione residente. Invece le comunità straniere più numerose (con percentuale sul totale della popolazione straniera) erano:
1. Marocco, 37 (23,72%)
2. Romania, 22 (14,10%)
3. Albania, 14 (8,97%)

## Cultura

### Biblioteche
La biblioteca di Montemaggiore al Metauro, un tempo situata presso il centro sociale che si trovava nella piazza del castello, oggi si trova nella frazione di Villanova in via Ponte Metauro n. 103.

### Musei
Presso via Roma, ex chiesa Santa Maria del Soccorso, è possibile visitare il Museo storico del fiume Metauro "Winston Churchill". Al suo interno sono contenuti numerosi reperti storici della seconda guerra mondiale, come diari, armi belliche, divise, spille, modellini bellici, documenti ufficiali e cimeli. Il museo vuole ricordare la mattina del 25 agosto 1944, quando Winston Churchill, in veste di primo ministro inglese, assieme al generale Alexander (comandante del VIII corpo di armata inglese), salì al castello di Montemaggiore al Metauro per osservare le truppe schierate nella valle del Metauro.
In una piccola teca disposta vicino a quello che era l'altare, sono stati disposti alcuni reperti di epoca romana, ritrovati nel territorio locale. Si tratta di frammenti di ceramiche varie, di tegole con bolli laterizi a forma circolare, ed alcune parti di pavimentazione a spina di pesce. I terreni argillosi, tipici del paese, sembrano aver favorito la diffusione di fornaci localizzate in più zone del territorio. In queste zone è stata rilevata la presenza di frammenti di sigillata italica con bollo in "planta pedis" tipici del I sec. d.C.

## Amministrazione
| Periodo          | Periodo          | Primo cittadino    | Partito                                                       | Carica                  | Note         |
| ---------------- | ---------------- | ------------------ | ------------------------------------------------------------- | ----------------------- | ------------ |
| 19 giugno 1985   | 1º giugno 1990   | Enrico Calcagnini  | Indipendente                                                  | Sindaco                 | [ 9 ]        |
| 2 giugno 1990    | 23 aprile 1995   | Gianfranco Tombari | Partito Comunista Italiano Partito Democratico della Sinistra | Sindaco                 | [ 9 ]        |
| 24 aprile 1995   | 23 ottobre 1995  | Gianfranco Tombari | Partito Democratico della Sinistra                            | Sindaco                 | [ 9 ] [ 10 ] |
| 24 ottobre 1995  | 13 marzo 1996    | Claudio Longarini  | Indipendente                                                  | Vicesindaco             | [ 9 ] [ 11 ] |
| 15 marzo 1996    | 16 novembre 1997 | Carlo Iappelli     |                                                               | Commissario prefettizio | [ 9 ]        |
| 17 novembre 1997 | 9 novembre 1998  | Enrico Calcagnini  | Lista civica di Centro                                        | Sindaco                 | [ 9 ] [ 12 ] |
| 10 novembre 1998 | 13 giugno 1999   | Quinto Ciacci      | Lista civica di Centro-destra                                 | Vicesindaco             | [ 9 ]        |
| 14 giugno 1999   | 12 giugno 2004   | Quinto Ciacci      | Lista civica                                                  | Sindaco                 | [ 9 ]        |
| 13 giugno 2004   | 7 giugno 2009    | Quinto Ciacci      | Lista civica                                                  | Sindaco                 | [ 9 ]        |
| 8 giugno 2009    | 25 maggio 2014   | Tarcisio Verdini   | Lista civica Progetto comune                                  | Sindaco                 | [ 9 ]        |
| 26 maggio 2014   | 31 dicembre 2016 | Alberto Alesi      | Lista civica Solidarietà - Partecipazione - Trasparenza       | Sindaco                 | [ 9 ]        |

## Sport
Calcio a 11
La squadra locale prede il nome di Maior e gioca il campionato di calcio regionale di Seconda Categoria.